# Osiek (wieś w powiecie rawickim)
Osiek – wieś w Polsce, położona w województwie wielkopolskim, w powiecie rawickim, w gminie Pakosław.

## Podział wsi
| SIMC    | Nazwa       | Rodzaj    |
| ------- | ----------- | --------- |
| 1008239 | Dwór        | część wsi |
| 1008363 | Zielony Dąb | część wsi |

## Nazwa
Miejscowość pierwotnie związana była z Wielkopolską. Ma metrykę średniowieczną i istnieje co najmniej od XIII wieku. Wymieniona po raz pierwszy w dokumencie zapisanym po łacinie z 1284 pod nazwą Osec, 1423 Ossyek, 1427 0sseczek, 1429 Ossek, 1465 Oszyeczek, 1485 0ssyeczek, 1497 Oschyek, 1510 Ossiecz, 1513 Osieczek, Ossieczek, 1514 Ossiek, 1554 Oszieczek.
Wieś wymiennie notowano pod dwiema nazwami Osiek lub zdrobniałąOsieczek. Nazwy te nigdy nie występują obok siebie, a rejestry podatkowe używają ich zamiennie. Według historyków działo się tak prawdopodobnie dlatego aby miejscowość odróżnić od pobliskiego Osieka zwanego kiedyś Osiekiem Wielkim, położonego koło Żmigrodu na Śląsku.
Nazwa Osiek oznacza w języku staropolskim zasiekę czyli leśne umocnienie lub warownię w lesie utworzoną z nagromadzonych i zespojonych ze sobą ściętych czyli zsieczonych pni drzewnych, której zadaniem była ochrona leśnego osiedla lub wyznaczonej granicy. Termin stosowany w średniowieczu, notowany od XIII wieku. Słowo osiek oznaczało zarówno przesiekę, zasiekę jak również umocnienie obronne wznoszone ze ściętych drzew. Wywód taki podaje Słownik staropolski, Słownik geograficzny Królestwa Polskiego oraz słowniki Nazwy miejscowe Polski i "Nazwy miast Polski" pod red. Kazimierza Rymuta.

## Historia
Miejscowość leżała na granicy Wielkopolski oraz Dolnego Śląska. Zachował się opis przebiegu granicy pomiędzy Wielkopolską, a Śląskiem z roku 1531. Przebiegała ona koło błota (bagna) zwanego Biały Kał gdzie stał kopiec graniczny pomiędzy wsiami Pakosław i Osiek po stronie wielkopolskiej oraz Piotrkosicami leżącymi na Śląsku. W błocie zwanym Troszyński Kał znajdował się kolejny kopiec graniczny wielkopolskich wsi Szkaradowo i Osiek oraz wsi Piotrkosice leżącej na Śląsku. Kolejny reces graniczny z 1549 odnotował kopiec ścienny wsi Pakosławie oraz Osieka leżący koło błota zwanego Biały Kał. W 1549 zanotowana została droga ze Szkaradowa do Osieka, a także lasy i bory w Osieku oraz znajdującą się koło wsi kopalnię rudy żelaza zwanej Ruda.
Wieś Osiek była własnością szlachecką należącą do lokalnej szlachty wielkopolskiej z rodu Osieckich, którzy od nazwy wsi utworzyli swoje odmiejscowe nazwisko, a także rody Jutrowskich, Goździchowskich, Kopaszewskich oraz Zakrzewskich. W 1482 miejscowość należała do powiatu kościańskiego Korony Królestwa Polskiego, a w 1510 należała do parafii Dubin wówczas zwanej Dupin.
Miejscowość zasadzona została na prawie polskim. W 1284 książę wielkopolski Przemysł II zezwolił komesowi Szczepanowi kasztelanowi krobiańskiemu, synowi Szczedrzyka, na przeniesienie z prawa polskiego na prawo niemieckie wszystkich należących do niego wsi, w tym m.in. Osieka, oraz nadał mu immunitet ekonomiczny i sądowy. W 1397 odnotowany został Ubysław Osiecki właściciel Osieka oraz Dubina. W 1429 woźny sądu ziemskiego zapowiedział drogi, łąki, pastwiska, zarośla, lasy i wszystkie pożytki miasta Dubin oraz wsi Osiek, Dębno (niezidentyfikowane) oraz Sierakowo jako własność podsędka poznańskiego Stanisława z Szurkowa. W 1465 Jan z Osieka sprzedał swojemu bratu Mikołajowi dwór z działką oraz stawem rybnym w Osieku za 5 grzywien groszy. W 1482 Maciej Jastrzębski dał Janowi Fryczowi Jutroskiemu 1/4 Osieka i 400 grzywien w zamian za połowę Wojciechowa i trzecią część Łowęcic w powiecie pyzdrskim. W latach 1489–1511 dziedzicem części wsi był Jan Goździchowski zwany Koszka, który w 1489 kupił od Jana Sarnowskiego 1/4 miasta Dubin oraz 1/4 Osieka za 200 grzywien, a następnie zapisał swojej żonie Katarzynie po 50 grzywien posagu i wiana na wspomnianych częściach należących do niego majętności. W 1497 właścicielami 1/4 wsi są Kopaszewscy.
W latach 1531–1562 właścicielem we wsi był Maciej Zakrzewski. W 1549 sprzedał on Marcinowi Ponieckiemu swoją część w Pakosławiu za 2000 złotych polskich, wyłączając w to prawa, które posiadał tam kasztelan międzyrzecki Jerzy Konarski z wyjątkiem kopalni rudy żelaza zwanej Ruda, która miała przynależeć do Osieka. W 1549 Maciej ten zezwolił Marcinowi Ponieckiemu na zbudowanie i naprawianie mostu przez rzekę Orlę oraz ścinanie w tym celu drzew, tak bartnych, jak innych. Przez most wolno było Ponieckiemu oraz jego poddanym swobodnie przejeżdżać ze Szkaradowa do Osieka. W drugiej połowie XVI wieku właścicielami wsi byli Wojciech oraz Stanisław Zakrzewscy.
Miejscowość odnotowały historyczne rejestry podatkowe. W 1510 wieś Osiek miała 12 łanów oraz 4 dziedziców: Anna Fryczowa posiada 3 łany osiadłe, Marcin Gawroński natomiast 3 łany opuszczone i nieuprawiane, Job Roszkowski miał 3 łany osiadłe, a Jan Goździchowski 3 łany opuszczone, ale w większej części uprawiane. Kolejne dwa łany sołtysie należały do Joba Roszkowskiego. Folwark miał dwa łany: jeden łan opuszczony należał do Marcina Gawrońskiego, a na drugim rezydował Goździchowski. Własnością natomiast wszystkich dziedziców był karczma oraz młyn wodny o jednym kole. W 1530 miał miejsce pobór od 3 łanów. W 1563 odnotowano pobór podatków we wsi od 10,5 łana, dziedzicznego młyna wodnego walnika o 5 kołach wodnych, a także od karczmarza warzącego lokalne piwo. W 1581 we wsi pobrano podatki od 9 łanów, 15 zagrodników, od owczarza wypasającego 22 owce, oraz od młyna dziedzicznego o 2 kołach. W 1581 pobór odbył się od 9 łanów, 15 zagrodników, 22 owiec oraz od młyna. W latach 1581–83 płatnikiem poboru był Stanisław Zakrzewski czyli Kawiecki.

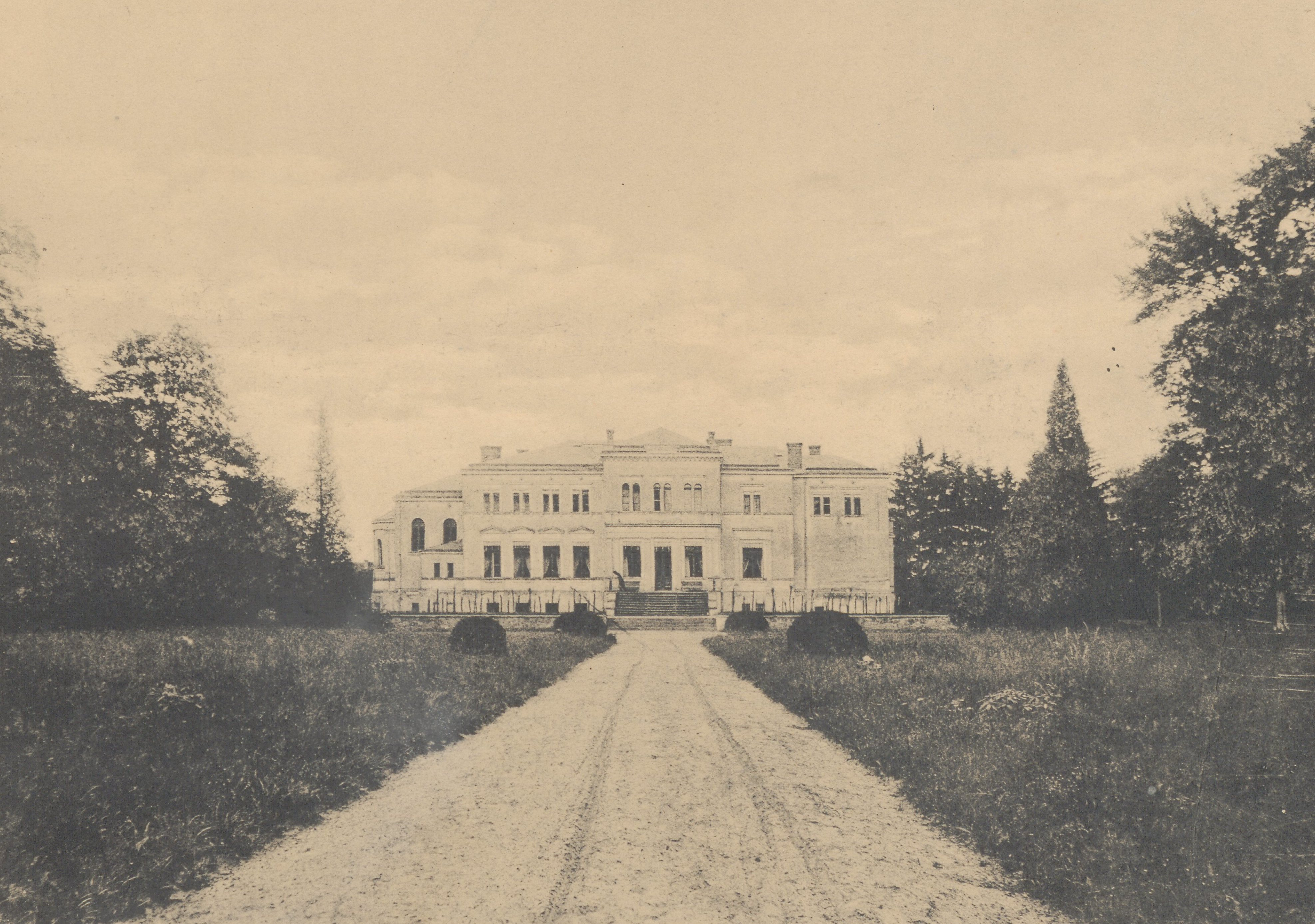
Widok pałacu przed 1912

Wskutek II rozbioru Polski w 1793 wieś przeszła pod władanie Prus i jak cała Wielkopolska znalazła się w zaborze pruskim. W okresie Wielkiego Księstwa Poznańskiego (1815-1848) miejscowość należała do wsi większych w ówczesnym pruskim powiecie Kröben (krobskim) w rejencji poznańskiej. Osiek należał do okręgu jutroszyńskiego tego powiatu i stanowił odrębny majątek, którego właścicielem była wówczas (1846) Szołdrska (z Grudzińskich). Według spisu urzędowego z 1837 roku wieś liczyła 276 mieszkańców, którzy zamieszkiwali 26 dymów (domostw). W skład majątku Osiek wchodziły wówczas także: folwark Zielonydąb (10 osób w jednym domu), Pomocno (22 domy, 193 osoby) oraz Zaorle (23 domy, 229 osób).
W latach 1975–1998 miejscowość należała administracyjnie do województwa leszczyńskiego.